# Luxemburgse parlementsverkiezingen 1999
De Luxemburgse parlementsverkiezingen van 1999 werden op 13 juni 1999 gehouden. Kiezers kozen de 60 leden van het eenkamerparlement, de Kamer van Afgevaardigden.
De christendemocratische CSV van zittend premier Jean-Claude Juncker verloor bij deze verkiezingen twee zetels, maar bleef met 19 zetels de grootste partij. De liberale DP groeide naar 15 zetels en werd daarmee groter dan de sociaaldemocratische LSAP, die vier zetels moest inleveren. Als gevolg van deze uitslag ruilde de CSV de LSAP als coalitiegenoot in voor de DP. De regering-Juncker-Polfer trad op 7 augustus 1999 aan.
Deze landelijke verkiezingen vielen in Luxemburg samen met de verkiezingen voor het Europees Parlement.

## Uitslag
| Partij | Partij | %     | Zetels | Verandering |
|        | Christelijk-Sociale Volkspartij (Chrëschtlech Soziale Vollekspartei)                                        | 30,4% | 19     | -2          |
|        | Democratische Partij (Demokratesch Partei)                                                                  | 24,0% | 15     | +3          |
|        | Luxemburgse Socialistische Arbeiderspartij (Lëtzebuerger Sozialistesch Aarbechterpartei)                    | 22,6% | 13     | -4          |
|        | Actiecomité voor Democratie en Pensioensgerechtigheid (Aktiounskomitee fir Demokratie a Rentegerechtegkeet) | 9,4%  | 7      | +2          |
|        | De Groenen (Déi Gréng)                                                                                      | 8,5%  | 5      | -           |
|        | Links (Déi Lénk)                                                                                            | 1,7%  | 1      | +1          |
|        | Groene en Liberale Alliantie (Gréng a Liberal Allianz)                                                      | 1,1%  | -      | -           |
|        | De Belastingbetaler (De Steierzueler)                                                                       | 0,4%  | -      | -           |
|        | Partij van de Derde Leeftijd (Partei zum 3. Alter)                                                          | 0,1%  | -      | -           |
| Totaal | Totaal | 100%  | 60     |             |